# Slim Jim
Slim Jim (littéralement « Jim le fin » en anglais) est une marque de snacks salés, tels que des saucisses sèches et des jerky d'origine américaine, fabriqués par la société ConAgra Foods. Ces produits sont largement populaires aux États-Unis, avec 575 millions de dollars de revenus en 2015. Chaque année, environ 500 millions de produits de cette marque sont confectionnés, déclinés en au moins 21 variétés. 

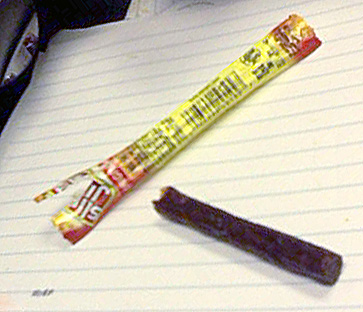
Un Slim Jim entamé

## Histoire
La Slim Jim est une saucisse sèche très longue et très fine pré-emballée. La première Slim Jim a été inventée par Adolph Levis, en 1929, à Philadelphie bien que lui et son partenaire aient ensuite employé un préparateur de viande afin de développer le produit et la production dans les années 1940. En 1967, il a vendu l'entreprise pour 20 millions de dollars à General Mills, qui a déplacé les opérations à Raleigh (Caroline du Nord), et l'a fusionnée avec une autre entreprise de conditionnement de viande ensuite rebaptisé Goodmark Foods. En 1982, Goodmark Foods a été vendu à un groupe dirigé par Ron Doggett, qui a été ensuite racheté par ConAgra Foods en 1998. 
Le produit que Levis a créé est bien différent de celui vendu depuis les années 1990, avec Lon Adam travaillant pour Goodmark. Slim Jim est un exemple de produit répertorié comme contenant du poulet séparé mécaniquement dans ses ingrédients selon les exigences de l'USDA. 
Le 9 juin 2009, la production a été interrompue par une explosion qui a détruit l'usine de Garner en Caroline du Nord, (mais elle s'est poursuivie à Garner)[pas clair] et à Troy dans l'Ohio). Le 20 mai 2011, l'usine de Garner a fermé. Le même jour, l'ancien porte-parole de la compagnie Randy Savage alias « Macho Man » est mort.

## Campagnes de publicité
Jusqu'à 2000, les campagnes de publicités mettaient en scène comme porte-parole Randy Savage alias « Macho Man », un catcheur professionnel. Chaque publicité finissait par le message de Savage « Need a Little excitement? Snap into a Slim Jim! » (littéralement « Besoin d'excitation ? Croque un Slim Jim ! »). Ces messages ont été aussi récités par d'autres célébrités comme Vanilla Ice,  The Ultimate Warrior, Bam Bam Bigelow, Kevin Nash, et Edge.
Le 15 avril 2021, Slim Jim annonce son partenariat avec le DOGE coin, monnaie digitale créée comme une blague et qui est devenue populaire depuis quelques mois grâce aux tweets de plusieurs célébrités. Grâce à cette annonce, la valeur du DOGE coin a encore une fois explosé à la hausse, et la cote de popularité de Slim Jim a elle aussi grimpé en flèche sur Twitter à la suite de cette annonce.
La campagne publicitaire a été développée chez North Castle Partners à Greenwich (Connecticut), par Tom Leland et Roger Martensen, sous la direction de Hal Rosen. Le concept « Snap Into A Slim Jim » était à l'origine destiné au comédien Sam Kinison, mais il a refusé. Hal Rosen a alors suggéré d'utiliser des lutteurs WWE et The Ultimate Warrior a été choisi pour le coup d'envoi. En plus d'un spot TV, l'Ultimate Warrior a également enregistré plusieurs publicités radio pour Slim Jim en 1991.
Une campagne postérieure mettait en vedette Slim Jim Guy (joué par l'acteur Demetri Goritsas) dans un costume Slim Jim géant, proclamant « Mange-moi! » (En anglais : « Eat me! »). Ces publicités personnifiaient la personnalité irrévérencieuse de la marque et étaient faites également par North Castle Partners.
Les publicités de Slim Jim ont également été beaucoup diffusées sur MTV, ESPN, WWE et Disney Channel. Slim Jim a été l'un des premiers sponsors de l'ASA Pro Tour (la partie sur le roller agressif) de 1997 à 2000. L'ASA Pro Tour était un qualificatif pour les X Games d'ESPN.
En 2005, les publicités Slim Jim mettaient en scène la Fairy Snapmother, décrite dans un communiqué de presse comme «Un personnage ressemblant à un rocker tatoué avec des ailes (un humour que les jeunes regardant MTV apprécient)»
Une autre campagne dépeignait un chasseur traquant un animal fictif, le «Snapalope», dans un magasin utilisant un camouflage urbain. Le Snapalope est un animal ressemblant à un Cerf faite de Slim Jim.
En 2008, Slim Jim a lancé son site «SpicySide.com», encourageant le consommateur de rester en contact avec leur «côté épicé» en créant un avatar et s'affrontant dans Spicy Town (littéralement La ville épicée). Silm Jim, avec l'aide de Machinima, un artiste de Myndflame, a développé une parodie de World Of Warcraft.
Slim Jim a sponsorisé Bobby Labonte et David Green lorsqu'ils ont respectivement gagné le championnat NASCAR Busch Series en 1991 et 1994.

## Ingrédients
Un article de 2009 de Wired donne la liste des ingrédients :
- bœuf ;
- poulet séparé mécaniquement ;
- bactérie produisant de l'acide lactique ;
- dextrose (pour nourrir les bactéries) ;
- sel ;
- nitrite de sodium ;
- soja hydrolysé.

Comme indiqué sur leur article, ConAgra définit Slim Jim comme un «bâton de viande» qui ressemble plus à de la charcuterie, comme le salami et le pepperoni, qui utilise des bactéries et du sucre pour produire de l'acide lactique, abaissant de ce fait le pH de la saucisse vers environ 5 et raffermissant ainsi la viande.[pas clair]
Comme pour le jambon blanc, du nitrite de sodium est ajouté pour éviter que la viande ne devienne grise. Le soja hydrolysé contient du glutamate monosodique.